# Geschiedenis van Argentinië
Dit artikel gaat over de geschiedenis van Argentinië. Als land bestaat Argentinië sinds 1816. Voor het ontstaan van de staat in zijn huidige vorm waren er echter ook al samenlevingen in het gebied.

## Voor de kolonisatie
Het gebied dat nu bekendstaat als Argentinië was voor de periode van de kolonisatie vrij dunbevolkt. In het oosten leefden de Guaraní. De Diaguita leefden in Noordwest-Argentinië. Mogelijk bezaten de Inca's ook wat gebied. Het fort bij Tilcara in het uiterste noordwesten van Argentinië schijnt door hen te zijn bezet.

## Spaanse kolonisatie

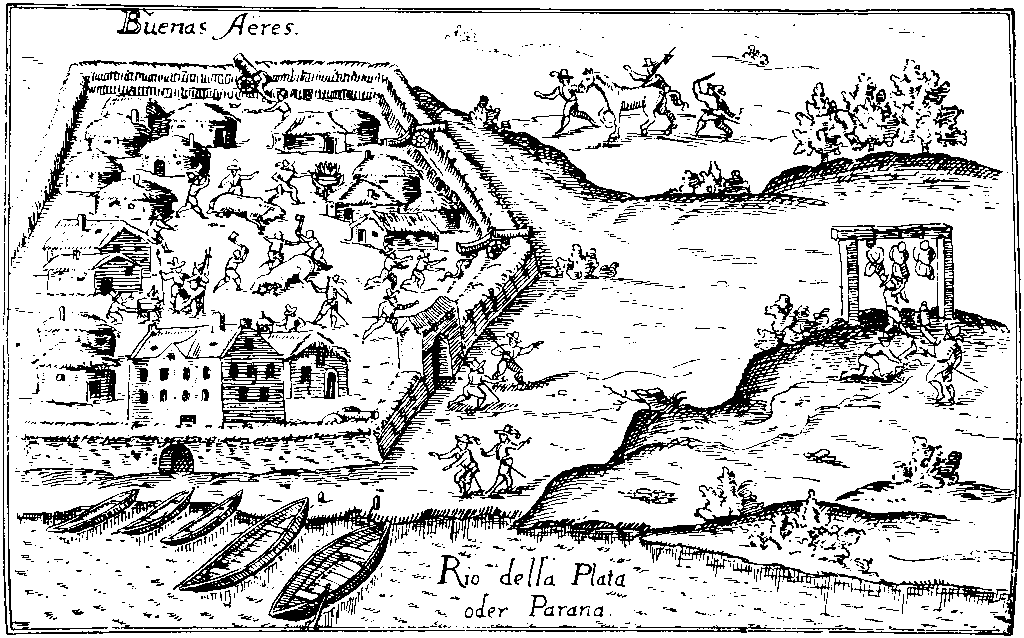
Buenos Aires kort na haar stichting in 1536.

De regio raakte bekend door de Europeanen vanaf de reis van Amerigo Vespucci. De Spaanse zeeman Juan Díaz de Solís bezocht het gebied in 1516. In 1536 stichtten de Spanjaarden een klein dorpje. Dit dorpje ging na verloop van tijd ten onder door strijd met de inheemse bevolking en honger. Een grote kolonie werd in 1580 gevestigd op de plek van het huidige Buenos Aires. Het gebied behoorde tot het Onderkoninkrijk Peru. Kolonisatie verder landinwaarts gebeurde vooral vanuit Peru en Chili.
Hoewel het gebied aan de Rio de la Plata een uitstekende natuurlijke haven had kon het vrij weinig worden gebruikt. Volgens de koloniale wetten had Lima het monopolie over de koloniale handel en communicatie. Aangezien de kosten voor transport vanuit Lima naar Europa veel hoger lagen dan vanuit het gebied rond de Rio de la Plata werden deze wetten veel ontdoken. Onder andere Buenos Aires, Asunción en Montevideo zijn ontstaan of gegroeid vanuit smokkelhandel. In 1776 werd het gebied opgewaardeerd tot het Onderkoninkrijk van de Río de la Plata.
De Spaanse kolonisatoren deelden de bevolking in hun koloniën in drie etnische groepen in: blanken, indianen en zwarten. Deze groepen kenden weer in totaal tien onderverdelingen.
Aan de top stonden de blanken die in Spanje waren geboren. Klein in aantal namen zij de hoogste posities in het ambtelijke bestuur en de maatschappij in. Een grote groep waren de creolen, ook geboren uit blanke ouders maar in Zuid-Amerika en daarom met minder rechten. Indianen en zwarten stonden ver daaronder en hadden nauwelijks rechten. Overigens waren deze bevolkingsgroepen in de toenmalige kolonie niet erg groot.

## Onafhankelijkheid

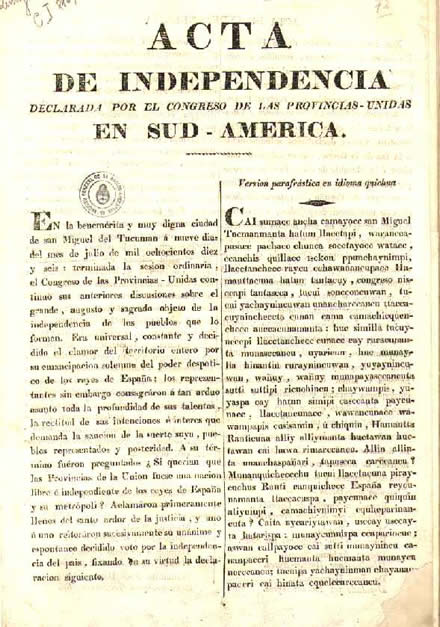
Onafhankelijkheidsverklaring van Argentinië.

Onder de creolen bestond ontevredenheid over hun ondergeschikte positie ten opzichte van de Spanjaarden. Deze gevoelens werden versterkt door de Amerikaanse en Franse Revolutie. Bovendien had het Spaanse bestuur vrij weinig oog voor de (handels)belangen van de bewoners van Rio de la Plata. In 1806 en 1807 deden de Engelsen twee pogingen om de kolonie te veroveren. Ze slaagden erin om Buenos Aires in te nemen maar werden in beide gevallen vrij snel verslagen. Tijdens deze strijd hadden vooral de creolen zich geweerd wat hun gevoel van verbondenheid met Spanje niet erg had gestimuleerd. Na de afzetting van de Spaanse koning Karel IV door Napoleon riep in Buenos Aires een lokale groep machthebbers een junta uit. Deze junta was in eerste instantie ontstaan om een overname van het gebied door de Fransen te voorkomen. De leden bestonden uit creolen en deze kregen zo zelf het bestuur in handen. Nadat Napoleon was verslagen en in Spanje weer een lid van het eigen koningshuis op de troon zat, was de junta niet bereid om het bestuur weer af te staan aan de Spanjaarden. Dit conflict liep uit op een oorlog van 1810 tot 1818. Na aanvankelijke tegenslagen wisten de Argentijnen onder leiding van Martin Guemes, Manuel Belgrano en José de San Martin de Spanjaarden te verslaan in Argentinië en Chili. In 1816 had de junta de onafhankelijkheid van Argentinië uitgeroepen. In Peru en het Noorden van Zuid-Amerika ging de oorlog nog door tot 1824, zonder dat de Argentijnen zich hierin mengden.

## Periode tot aan de Grote Depressie

### Politiek
De net ontstane republiek raakte vrij snel verwikkeld in een korte oorlog tegen het Keizerrijk Brazilië 1825-1828. Na deze oorlog verkreeg Uruguay zijn onafhankelijkheid.
In de binnenlandse politiek stonden Federalen en Unionisten tegenover elkaar. De eersten zegevierden en hun leider Juan Manuel de Rosas was dictator van 1825 tot 1852. Tijdens zijn bewind verklaart op 19 mei 1837 Argentinië de oorlog aan de Confederatie van Peru en Bolivia. De oorlog heeft voor Argentinië geen grote gevolgen. Na zijn verdrijving en een korte poging van Buenos Aires om onafhankelijk te worden werd Argentinië een centraal geregeerd land.
In buurland Paraguay was dictator Francisco Solana Lopez aan de macht gekomen. Hij probeerde Paraguay te vergroten en te versterken ten koste van Uruguay. Nadat hij Brazilië al de oorlog had verklaard verzocht hij Argentinië zijn leger doortocht te verlenen door Corrientes zodat hij Uruguay kon binnenvallen. Argentinië weigerde en Lopez verklaarde ook Argentinië de oorlog.
Argentinië, Brazilië en Uruguay sloten een verbond. Ondanks hun grote bevolking duurde het tot 1870 dat Paraguay verslagen was (zie Oorlog van de Drievoudige Alliantie).

### Economie
Door hun invasies in Buenos Aires hadden de Engelsen al laten zien geïnteresseerd te zijn in het Rio de la Plata-gebied. Na de onafhankelijkheid volgden hun interesses een vreedzamer, maar even invloedrijk pad. In veel sectoren (spoor, handel enz.) van de Argentijnse economie investeerden Britse zakenlieden.
Onder andere door deze investeringen en de hoge prijzen voor landbouwproducten groeide de Argentijnse economie sterk. Een belangrijke factor hierbij was de uitvinding van koelsystemen en de toepassing hiervan op schepen, zodat bederfelijke waar (onder meer vlees) verhandeld kon worden met Europa. Qua inkomen per hoofd van de bevolking stond Argentinië op dat moment op een niveau vergelijkbaar met veel West-Europese landen. Aangetrokken door deze voorspoed emigreerden veel Europeanen naar Argentinië.

### Inheemse bevolking
Bij begin van de Europese kolonisatie was Argentinië dunbevolkt. Nadat Europeanen het gebied rond Rio de la Plata en het gebied rond Mendoza in bezit hadden genomen was het grootste deel van de inheemse bevolking geconcentreerd in het noorden bij de tegenwoordige grens met Bolivia en in Patagonië. De kolonisatie en periode onmiddellijk na de onafhankelijkheid veranderde hieraan niet veel. Controle over het grondgebied dat de nieuwe republiek claimde omvatte niet Patagonië.
Dictator de Rosas was de eerste die hier verandering in ging brengen.
In 1870 volgde een veel grotere campagne onder de naam 'Verovering van de woestijn'. Tijdens deze campagne stierf een zeer groot deel van de inheemse bevolking. Een deel door geweld, maar een veel groter deel door de blootstelling van ziektes en bacteriën waar de indianen in tegenstelling tot de blanken geen weerstand tegen hadden opgebouwd.
De campagne bracht de regering controle van Patagonië en Neuquén. Sinds deze periode maakt de inheemse bevolking slechts een klein deel uit van de Argentijnse bevolking: ongeveer 1%.

## Depressie en Wereldoorlog
De jaren van welvaart eindigden met de Beurskrach van 1929 en de opvolgende wereldwijde Grote Depressie. Argentinië, dat een deel van zijn welvaart te danken had aan de handel, werd hard geraakt. Hoeveelheid en waarde van de handel viel terug en investeringen bleven uit.
In dezelfde tijd nam de invloed van fascistische bewegingen en het leger toe. Argentinië was officieel neutraal tijdens de Tweede Wereldoorlog maar de militaire regeringen uit deze periode waren de asmogendheden goed gezind.
Tegen het eind van de oorlog verklaarde Argentinië de As alsnog de oorlog.

## De periode Perón (1943-1976)

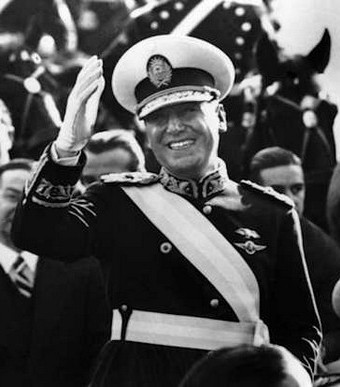
Juan Perón, Argentijns militair en president van Argentinië van 1946 tot 1955 en van 1973 tot 1974.

Gebruikmakend van fraude en geweld probeerden de regeringen uit de jaren dertig verandering tegen te houden. Door de economische omstandigheden ontstonden bewegingen die gericht waren op de opkomende stedelijke werkende klasse, ook in het leger.
In 1943 werd de regering door militairen omvergeworpen. Een van de coupleiders werd de belangrijkste figuur in de nieuwe regering, Juan Perón. Zijn aanhangers waren vooral de arbeiders voor wie hij opkwam. Tijdens zijn regering steeg het aantal vakbondsleden enorm en werden belangrijke industrieën genationaliseerd. Zijn vrouw Evita Perón die afkomstig was uit de arbeidersklasse had een magnetische invloed op de lagere klassen. Door haar invloed kregen vrouwen in 1947 kiesrecht. Perón was een polariserende figuur: hij werd of vereerd, of gehaat. Na de dood van Evita nam zijn populariteit af: in 1952 werd hij door een nieuwe staatsgreep afgezet en verbannen naar Spanje. Desondanks bleef hij bij grote groepen populair.
De periode na Peróns verbanning tot aan zijn terugkomst in 1973 wordt gekenmerkt door een voortdurende strijd tussen zijn aanhangers en tegenstanders, een strijd die steeds gewelddadiger begon te worden en waarin verschillende conflicterende bewegingen binnen het peronisme ontstonden. Hierin stond het grootste deel van het leger tegenover de peronisten. Het leger pleegde enkele malen een staatsgreep om te voorkomen dat zij aan de macht kwamen. Na een grote overwinning van de peronisten, werd Perón in 1973 toegestaan om terug te keren. Voor belangrijke groepen onder de bevolking was hij de grote verlosser. Zijn aanhang liep uiteen van uiterst linkse guerrillero's tot aan figuren rechts van het politieke midden.
Perón schreef opnieuw verkiezingen uit, won die en werd president; zijn derde vrouw Isabella werd vicepresident. Hij was inmiddels een oude man geworden en overleed kort daarna op 24 maart 1974. Onder de regering van Isabella escaleerde de al langer lopende strijd tussen verschillende bewegingen binnen het peronisme. Door de strijd en de economische tegenslag raakte haar regering verlamd en werd in 1976 afgezet door een militaire staatsgreep.

## Vuile oorlog (1976-1983)
Na de coup tegen Isabella Perón kwam een militaire junta aan de macht tot aan 1983. Deze junta begon zijn regering met een programma dat ze het Nationale Reconstructie Proces noemden. De economische kant van dit programma was een aantal maatregelen om de marktwerking te versterken en deregulering. Het geweld door de Montoneros (linkse peronisten) en andere guerrillero's als rechtvaardiging gebruikend, namen de militairen strenge maatregelen tegen ieder die tegen de dictatuur was of daarvan werd verdacht. Hierbij werden mensenrechten en burgerrechten op grote schaal geschonden. Velen werden gearresteerd, gemarteld en vermoord. Van de meeste werd nooit meer iets vernomen, ze verdwenen. Mensenrechtenbewegingen vermoeden dat tijdens deze periode ongeveer 30.000 mensen het leven verloren. Het overgrote deel hiervan komt voor de rekening van de militairen. De junta slaagde erin de guerrillero's te verslaan en slechts weinigen durfden in het openbaar tegen het bewind te protesteren. Praktisch de enigen waren de Moeders van het Plaza de Mayo. Dit was een groep moeders van verdwenen kinderen die elke donderdag bij elkaar kwam op het Plaza de Mayo in Buenos Aires om tegen de regering te protesteren (het Plaza de Mayo ligt voor het parlementsgebouw). Economische problemen, corruptie, algemene afschuw wegens mensenrechtenschendingen zorgde voor een toenemende druk op het militaire bewind.

## Falklandoorlog
In 1981 besloot de Argentijnse junta van Leopoldo Galtieri gebruik te maken van nationalistische gevoelens en de Falklandeilanden te bezetten, om zo de aandacht af te leiden van interne problemen. De Argentijnse legerleiding had onterecht aangenomen dat het Verenigd Koninkrijk, dat in die tijd zware economische en sociale problemen kende, niet op de herovering zou reageren. Dit bleek een misvatting omdat juist ook premier Margaret Thatcher de aanval om dezelfde redenen gebruikte om het land te herenigen en en passant haar volgende verkiezingsoverwinning veilig te stellen. Argentinië veroverde en bezette in maart en april van 1982 de eilanden op de Britten. Hierop landden Britse troepen op de Falklandeilanden in juni. De Britten wisten de eilanden vrij eenvoudig te heroveren. De oorlog kostte aan 909 mensen het leven, onder wie 258 Britten. Ook ondergroef het verder de positie van de militaire junta.

## Terugkeer naar democratie (1983-1999)
In 1983 konden de Argentijnen naar de stembus om een president, vicepresident en nationale en provinciale parlementen te kiezen. Volgens internationale waarnemers waren de verkiezingen eerlijk.
Raúl Alfonsín van de Radicale Partij werd tot president gekozen. Hij benoemde een commissie die onderzoek moest doen naar de 'Verdwijningen' tijdens de Vuile oorlog maar gaf ook amnestie voor het tijdens deze oorlog gepleegde geweld. In 2003 en 2005 werden deze wetten uiteindelijk herroepen.
Tijdens de regering van Alfonsín werd het Vredes- en Vriendschapsverdrag met Chili getekend en werd de basis gelegd voor het Mercosur-handelsblok.
De verkiezingen in 1985 en 1987 bevestigden de steun voor de nieuwe democratie. De regering ondernam stappen om een aantal problemen op te lossen als inzicht in de 'Verdwenenen', burgerlijke autoriteit over de strijdkrachten en het consolideren van de democratie. Maar constante frictie met de militairen, economische problemen en het niet kunnen oplossen ervan ondermijnden het vertrouwen in de regering. Presidentschap en regering werd na verkiezingen overgenomen door de peronisten onder leiding van Carlos Menem.

### De jaren 90
Als president begon Menem grootschalige hervormingen waarin de rol van de staat teruggedrongen werd. Ironisch gezien waren het in het verleden altijd de peronisten geweest die een grote rol voor de staat zagen, maar nu werden in hun regering veel industrieën geprivatiseerd. Overtuigd van zijn koers en met een controversiële agenda schrok Menem er niet voor terug om besluiten per decreet door te voeren als het parlement niet meewerkte.
Zijn macht werd verminderd door een compromis met de oppositie. In ruil voor vermindering van de macht per decreet werd de wet veranderd zodat Menem zich opnieuw kandidaat kon stellen voor het presidentschap.
Evengoed was Menems neoliberale koers behoorlijk omstreden.
Een nieuwe partij slaagde erin de verkiezingen van 1999 te winnen. De nieuwe regering van Fernando de la Rúa volgde een verder neoliberaal beleid dat het IMF-programma volgde.
De pogingen om het arbeidsrecht te hervormen en via de stimulatie van bedrijven de economie te laten groeien slaagden niet. Integendeel explodeerde de werkloosheid.

## De economische crisis (1999-2002)

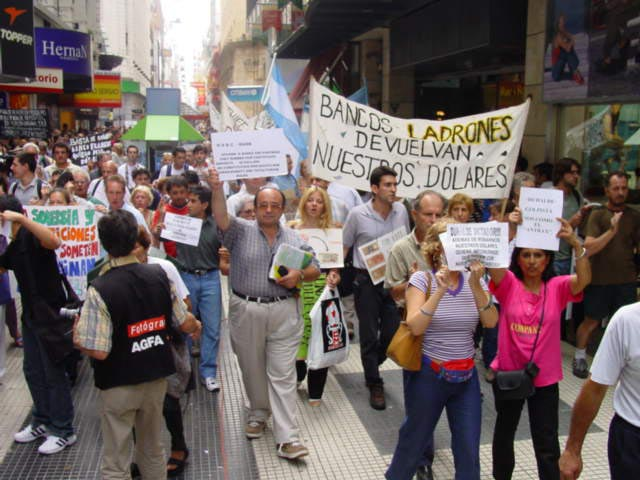
Protest tegen de banken en de Corralito (de economische maatregelen die in Argentinië genomen werden), eerste kwartaal van 2002.

Tegen het einde van 1999 zat Argentinië in een economische crisis. Het Internationaal Monetair Fonds spoorde Argentinië aan om de peso die verbonden was aan de dollar te devalueren. De bevolking anticipeerde op deze plannen door massaal zijn geld van bankrekeningen af te halen. Hierdoor ontstond een kapitaalvlucht en verder verlies aan vertrouwen in de munt.
In korte tijd klapte de economie totaal ineen.
Het gevolg waren rellen waarin tientallen de dood vonden. Onder druk van de rellen volgden de presidenten elkaar in sneltempo op. De la Rua trad af en werd ad interim opgevolgd door de voorzitter van de Senaat. Als nieuwe president koos het Congres Adolfo Rodríguez Saá, deze trad na een week af waarna de voorzitter van de Eerste Kamer ad interim president was. Uiteindelijk werd op 2 januari Eduardo Duhalde, de verliezer van de presidentsverkiezingen van 1999, door het parlement tot president gekozen. In 2 weken hebben 5 mensen het ambt van president waargenomen of bezet.
De munt was in januari 2002 gedevalueerd met 29%, in juli was de munt verder in waarde gedaald tot een kwart van zijn voormalige waarde.
President Duhalde zag zich geconfronteerd met een land in beroering. Zijn regering had te maken met felle protesten van de middenklasse die zijn spaargeld was kwijtgeraakt, en een groeiende groep werklozen. Zijn beleid richtte zich op het tegengaan van de inflatie zonder hierbij tot ernstige bezuinigingen over te gaan (wat de onrust zou verhogen) en spanningen en geweld te verminderen. Na een jaar zag Duhalde zijn taak als vervuld en trad af.

## 21e eeuw (2003-heden)
De opvolgende verkiezingen brachten Néstor Kirchner aan de macht. Hij werd populair omdat hij de economische crisis aanpakte, volgens sommigen op de manier waarop Franklin Roosevelt met zijn New Deal de grote depressie aanpakte. Hij legde daarbij de – in zijn ogen wurgende – voorwaarden van het IMF naast zich neer. Na zijn ambtstermijn kandideerde zijn populaire vrouw Christina Kirchner in 2007 succesvol voor de functie van president. In 2008 kreeg zij af te rekenen met opstanden van de sojaboeren tegen nieuwe exportheffingen, die uiteindelijk werden teruggedraaid. In 2011 werd zij echter herkozen voor vier jaar. In december 2015 werd zij opgevolgd door Mauricio Macri, maar in december 2019 keerde zij terug, als vicepresident onder president Alberto Fernández.
In december 2020 haalde Argentinië de wereldpers met een historische abortuswet, die zwangerschapsonderbreking tot de 14e week legaliseerde, een mijlpaal in Latijns-Amerika.

## Geschiedschrijving
Félix Luna schreef in 1993 het werk Breve historia de los Argentinos (Beknopte geschiedenis van de Argentijnen). In dat boek wordt de geschiedenis van Argentinië verteld vanaf de (eerste) stichting van de stad Buenos Aires in 1536 tot aan de val van Perón in 1955. In 2006 verscheen een nieuwe editie met daarin de ontwikkelingen tot aan de regering van Néstor Kirchner, die in 2003 aantrad. In 2016 vertaalde Bart Beereboom deze tweede editie van Félix Luna in het Nederlands met de titel Beknopte geschiedenis van Argentinië.
Geschiedenis van: Argentinië · Aruba · Bolivia · Brazilië · Chili · Colombia · Ecuador · Frans-Guyana · Guyana · Panama · Paraguay · Peru · Suriname · Uruguay · Venezuela